# 八代英輝
八代 英輝（やしろ ひでき、1964年〈昭和39年〉7月8日 - ）は、日本の裁判官・弁護士、タレント、コメンテーター。八代国際法律事務所代表弁護士。エクステンション所属 。武蔵野大学客員教授。元札幌地方裁判所判事補。

## 概要
東京都板橋区出身。城北埼玉高等学校を一期生として卒業。高校時代は医師を志していたが（後に母校の生徒会のインタビューにて、｢航空自衛隊の自衛官だった父に憧れてパイロットを志していた。｣と語っている。）、後に進路を文系へ変更。慶應義塾大学法学部法律学科へ入学した。

### 法曹界・学界での活動
1988年に慶應義塾大学を卒業後、司法試験に合格。2年間の司法修習（45期生、平成5年度（1993年度）修了）の後に、裁判官に任官。札幌地方裁判所刑事部、大阪地方裁判所堺支部、大阪家庭裁判所で勤務。
1997年に裁判官を退官し、東京弁護士会に弁護士として登録。2001年からは、主に著作権法を学ぶ目的で、アメリカ・コロンビア大学法科大学院（Columbia Law School）に留学。同スクールの修士課程を修了後、アメリカ・ニューヨーク州の司法試験に合格して、同州の弁護士資格を取得した。その後は、日米両国での弁護士資格を有する国際弁護士として、ウォールストリートの法律事務所に勤務。日本オフィスの責任者を務めた後に独立して、東京に法律事務所を開設した。
専門分野は、著作権法、知的財産権法、国際契約法、医療過誤訴訟、会社関係及び民事、刑事訴訟など。コンテンツビジネスに精通しているほか、海事補佐人登録弁護士や、日本スポーツ仲裁機構の仲裁人でもある。著作権や交渉術に関する著書も多い（→#主な著書）。
2005年度からは、デジタルハリウッド大学大学院で、「コンテンツビジネスのための著作権」の講義を担当。映画専門大学院大学の客員教授や、東京大学大学院の特任講師（2009年3月まで）も務めた。2009年4月には、関西学院大学で商学部の客員教授に就任している。

### メディアでの活動
「弁護士として著作権問題を扱う機会が多い以上、コンテンツ制作現場の実情を知っておきたい」というスタンスで、2004年の『サンデージャポン』（TBS系列）への出演を皮切りに、日本国内で放送されるテレビ・ラジオ番組へ多々登場。コメンテーターやパーソナリティを務める。また、テレビCMやテレビドラマへの出演経験もある。八代自身は、弁護士活動とメディア活動の両立について、「電話と書類とパソコンがあれば（国際弁護士としての実務が）可能なので、移動中でも仕事をしている」という。
『サンデージャポン』では、ニューヨークの法律事務所に在籍していた時代から、「サンジャポファミリー」として長らくレギュラーで出演。後に、『スッキリ!!』（日本テレビ系列）や『ワイド!スクランブル』（テレビ朝日系列）などの生放送番組にも、コメンテーターとして出演していた。
さらに、2008年4月から1年間、JFN系列の生放送番組『クロノス』で月～木曜の初代パーソナリティを担当。

## 人物・エピソード
- 2008年からは、『クロノス』でのランニング企画をきっかけに、フルマラソンに挑戦[注釈 2]。2009年3月22日の第3回東京マラソン（マラソン男子の部）では、初出場で完走を果たした（公式記録は5時間45分01秒、順位は18,267位）[8][9]

### 発言
- 安倍晋三銃撃事件の被疑者が 第三者に宛てた手紙やツイッターに母親を統一協会に奪われた恨みや憎悪をつづっていることについて、「これを読むと幼稚なまま育ってしまったのかと思う。マザコンではないかとも（思う）」と述べた[10]。

#### 日本共産党に関する発言
2021年9月10日(金)放送の『ひるおび!』内で、衆院選での野党共闘の話題を取り上げた際に、「志位委員長がつい最近、『敵の出方』という言い方をやめようとは言ってましたが、共産党は『暴力的な革命』というのを、党の要綱〔ママ〕として廃止してませんから。よくそういうところと組もうという話になるな、と個人的には思います」との発言。
日本共産党サイドは「事実無根の卑劣なデマ」としてこれに抗議し、同日TBSは「共産党の綱領には記載がなく、発言は誤りでした」とコメントし共産党に対して真摯に対応するとした。さらに13日には番組内でアナウンサーが「先週の放送で、野党共闘のテーマを扱っている際に日本共産党について『まだ暴力的な革命というのを、党の要綱として廃止していない』という発言がありました。日本共産党の綱領に、そのようなことは書かれていませんでした。訂正しておわびします」と謝罪。八代本人は「私の認識は、閣議決定された政府見解に基づいたものでした。一方、日本共産党はそれを度々否定していることも併せて申し上げるべきでした。申し訳ありませんでした。TVで発言する者として今後はより正確にバランスに配慮し、言葉に責任を持っていきたいと思います」と述べた。
八代の謝罪に対しても、志位共産党委員長は「虚偽発言への撤回・謝罪になっていない」とツイートし、ジャーナリスト江川紹子は「八代氏のは、自分の発言は政府の見解に沿ったもの、という『弁解』であって、共産党綱領にないことを『ある』とした虚偽コメントへの『謝罪』とは言えませんね」と指摘している。
9月17日、八代が再び謝罪。志位が自身のTwitterで「謝罪・訂正したものと受け止めます」とコメントした
八代の発言後、番組スポンサーのキユーピーは番組内でのCM放送を見合わせた。

## 出演

### テレビ
報道・情報番組
| 期間          | 期間          | 番組名                                                | 役職                                                   |
| ------------- | ------------- | ----------------------------------------------------- | ------------------------------------------------------ |
| 出演開始不明  | 2008年6月     | 痛快!エブリデイ（関西テレビ）                         | 月・火曜日不定期出演                                   |
| 出演開始不明  | 2013年3月     | ワイド!スクランブル（テレビ朝日）                     | 金曜日コメンテーター                                   |
| 2004年5月     | 2013年3月     | サンデージャポン（TBS）                               | レギュラー出演                                         |
| 2005年4月     | 2009年9月     | ぶったま!（関西テレビ）                               | 不定期出演                                             |
| 2006年4月     | 2009年9月     | サタデースクランブル（テレビ朝日）                    | コメンテーター                                         |
| 2006年4月     | 2009年9月     | ちちんぷいぷい（毎日放送）                            | 火曜日→水・木曜日レギュラー出演                        |
| 2006年4月7日  | 2013年3月29日 | スッキリ!!（日本テレビ）                              | 金曜日コメンテーター                                   |
| 2008年4月3日  | 2008年7月31日 | アナ☆パラ（日本テレビ）                               | 木曜日コメンテーター                                   |
| 2009年10月    | 2013年3月     | ひるおび（TBS） ※事務所の部下の刑部志保が番組を監修   | 月～木曜日スペシャルパーソナリティーでのコメンテーター |
| 2010年4月     | 現在          | Mr.サンデー（フジテレビ・関西テレビ共同制作）         | 不定期コメンテーター                                   |
| 2010年10月    | 2013年3月     | ぷれサタ!（東海テレビ）                               | 準レギュラー出演                                       |
| 出演開始不明  | 2015年3月     | 東海テレビスーパーニュース（東海テレビ）              | 水曜日→隔週火曜日コメンテーター                        |
| 2011年10月    | 2016年3月     | キャスト（朝日放送）                                  | 金曜日コメンテーター                                   |
| 2013年4月     | 現在          | ひるおび（TBSテレビ）                                 | 総合司会兼コメンテーター                               |
| 2015年4月     | 現在          | そこまで言って委員会NP（読売テレビ）                  | 不定期パネリスト出演                                   |
| 2013年6月23日 | 2015年6月     | たかじんNOマネー→たかじんNOマネー BLACK（テレビ大阪） | パネリスト出演→共同MC                                  |
| 2020年        | 2021年3月     | ORANGE（静岡放送）                                    | 火曜日レギュラーコメンテーター                         |
| 2021年4月     | 現在          | とびっきり!しずおか（静岡朝日テレビ）                 | 曜日不定期コメンテーター                               |

バラエティ番組・その他
- 霞が関からお知らせします（2015年8月15日 - 、BS-TBS）- ナビゲーター
- 今田耕司のネタバレMTG（読売テレビ）- コメンテーター(不定期出演)
- ムハハnoたかじん（2008年1月 - 2009年3月、関西テレビ）
- 仰天クイズ! 珍ルールSHOW（2011年4月26日 - 2012年9月4日、テレビ東京）
- Rの法則（NHK Eテレ）- 準レギュラー
- 胸いっぱいサミット（- 2021年3月、関西テレビ）- 不定期出演

### テレビドラマ
- 新参者 第5話（TBS、2010年5月16日） - カフェ「黒茶屋」のマスター 役
- 同窓会〜ラブ・アゲイン症候群 最終話（テレビ朝日、2010年6月17日） - ニュースキャスター・広田一行 役
- 雲の上の虚構船 （日本テレビ、2011年1月1日）
- ランナウェイ〜愛する君のために 第1話（TBS、2011年10月27日） - コメンテーター 役
- パパドル! 第3話・最終話（TBS、2012年5月10日・6月28日）
- 空飛ぶ広報室 第6話（TBS、2013年5月19日） - 陸上幕僚監部広報室長 役
- ウロボロス〜この愛こそ、正義。（TBS、2015年1月23日）
- わたしを離さないで 第9話（TBS、2016年3月11日） - 古井 役
- ハロー張りネズミ（2017年） ‐ 八代英輝（本人役） 役
- リコカツ（2021年） - 八代英輝（写真出演・本人役） 役
- マイファミリー 第9話（2022年6月5日、TBS） - 八代英輝（本人役）
- アンチヒーロー 第3話（2024年4月21日、TBS） - 本人 役
- 笑うマトリョーシカ 第1話（2024年6月28日、TBS） - 本人 役

### ラジオ
- クロノス（2008年4月 - 2009年3月、TOKYO FM）- 月曜 - 木曜パーソナリティ
- Heart Sharing（TOKYO FM）
- 八代英輝のスカイライト サンデー（2009年4月 - 2009年9月、TOKYO FM）
- ASAHI BEER PRESENTS MUSIC FLAG（TOKYO FM、2010年10月3日）秦基博特集のナビゲーターを担当。
- 美魔女物語（TOKYO FM）- 金曜パーソナリティー
- ズーム そこまで言うか!（2013年4月6日 - 2017年9月30日、ニッポン放送）- 土曜準レギュラー

## CM
- パナソニックシェーバー「ラムダッシュ」（松下電器産業、2007年）
- 北海道生搾り みがき麦（サッポロビール、2008年）エド・はるみと共演

## 監修
- 「ボストン・リーガル お騒がせグレート弁護士」日本語版DVD（2011年、20世紀フォックス・ホーム・エンターテイメント・ジャパン）字幕・法律監修を担当、デーブ・スペクターとともにテレビCMにも出演。

## PV
- 阪井あゆみ「ex-lover」（2010年）※同曲のCMナレーションも担当

## 主な著書
- 『遺伝子特許戦略』（共著、中央経済社　2003年）
- 『日米比較でわかる米国ビジネス法実務ハンドブック』（中央経済社　2003年）
- 『日米著作権ビジネス・ハンドブック』（商事法務　2004年）
- 『コンテンツビジネス・マネジメント』（東洋経済新報社　2005年）
- 『コンテンツビジネスによく効く、著作権のツボ』（河出書房新社　2006年）
- 『「交渉の論理力!」～どんな相手も説き伏せる切り返し術～』 （日本文芸社　2007年）
- 『八代英輝の会社で役立つ法律知識Q＆A』」（KKロングセラーズ、 2008年）
- 『エフェクティブ・タイム・マネジメントー仕事を最大に効率化する 八代式15分間仕事術』（日本文芸社、2009年）

## 雑誌連載
- 「Big Tomorrow」（青春出版社）